# مدرسة الشيباني
مدرسة الشيباني وتسمى أيضاً كنيسة الشيباني هي مركز ديني وثقافي تأسس في القرن الثاني عشر ويتوسط حي الجلوم في قلب مدينة حلب القديمة. وتقع غرب جامع السفاحية وجنوب سوق النحاسين. تستخدم الآن كمركز لإدارة نشاطات مؤسسة الآغا خان في حلب والمنطقة الشمالية من سوريا وتقام فيها العديد من الفعاليات الثقافية والفنية على مدار العام.

## تاريخ
كانت المنطقة التي يشغلها المبنى حالياً موقع لإحدى الكنائس الأربع الرئيسية في حلب القديمة خلال فترة ما قبل الإسلام. وبعد الحكم الإسلامي، تم تخصيص جزء من تلك الكنيسة ليصبح مدرسة إسلامية وسميت المدرسة الزجاجية.
وبعد ذلك، خلال القرن الثاني عشر، تم بناء مبنى الشيباني الحالي وبحلول نهاية القرن السادس عشر، أصبح المبنى جزءاً من ممتلكات والي حلب العثماني أحمد باشا مطياب زاده. وفي خلال القرن السابع عشر. تم شراء الموقع من قبل عائلة الشيباني وأصبح المبنى والمناطق المحيطة به تعرف باسم خان الشيباني.
خلال القرن التاسع عشر، استولى الفرنسيسكان على الخان، وقامو بتأسيس أول كلية في حلب، كلية دي تيري سانت (بالعربية: معهد الأرض المقدّسة) مع كنيسة مجاورة. بدأت أعمال إعادة تأهيل المبنى عام 1853 وافتتحت الكلية عام 1859. وتم الانتهاء من بناء المجمع بأكمله في عام 1879. وقد لعبت الكلية دوراً هاماً في الحياة التعليمية والثقافية لحلب وسوريا، حيث تخرج منها العديد من السياسيين والكتاب البارزين في نهاية القرن التاسع عشر وبداية القرن العشرين.
هُدمت كنيسة اللاتين الكاثوليك في مجمع الشيباني عام 1934 ونُقلت إلى الحي المسيحي الجديد في العزيزية، حيث استُخدمت حجارتها لبناء الكنيسة الجديدة في حي العزيزية (اكتمل بناؤها عام 1937) وسُميت على اسم القديس فرنسيس الأسيزي. في عام 1937، نُقلت كلية تير سانت التابعة لمجمع الشيباني إلى حي جديد في ضواحي حلب الجنوبية الغربية (المعروف حالياً بحي الفرقان) واستمرت في العمل حتى عام 1967. لاحقاً أصبح مبنى الشيباني ملكاً للدولة السورية وتحول إلى مستودع للتبغ لم يتم تنفيذ أي أعمال صيانة له منذ أكثر من 50 عاماً. وكان بمثابة مستودع حتى عام 2001 عندما تم التخطيط لخطة جديدة لإعادة إحياء المبنى، في إطار التعاون السوري الألماني، بتمويل من وزارة التعاون الاقتصادي والتنمية الألمانية. حيث تم في كانون الأول/ديسمبر 2006 الانتهاء من أعمال إعادة تأهيل المبنى بجهود "مجلس مدينة حلب" بمساعدة المؤسسة الألمانية للتعاون الدولي. وبعد هذا التجديد الكبير، أصبح المبنى مكاناً فريداً لاستضافة الفعاليات والمعارض الثقافية، بالإضافة إلى المعرض الدائم لعملية إعادة التأهيل في القاعة الأرضية للمبنى.

## وصف

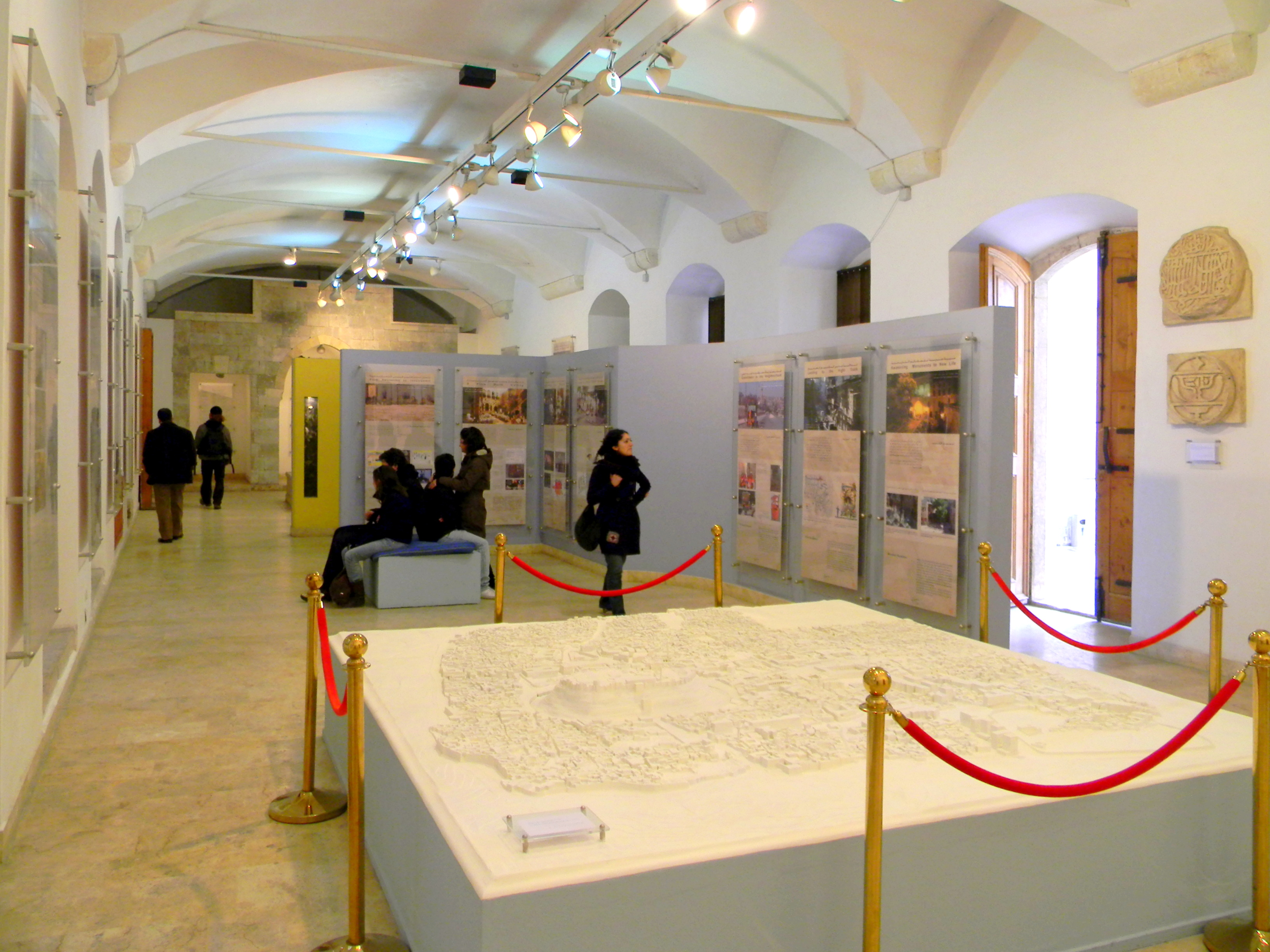
المعرض الدائم لتاريخ حلب

يتكون المبنى من طابقين مع فناء كبير في المركز. يضم المبنى العديد من قاعات العرض، التي تستخدم لعدة أغراض، مثل "قاعة إحياء حلب القديمة" المقترحة لإحياء ذكرى مدينة حلب القديمة وأسواقها ومساجدها وخاناتها من خلال عدد من الصور والمجسمات، بالإضافة إلى نموذج لقلعة حلب والأحياء القديمة المحيطة بها.